# Provincia di Jijel
La provincia di Jijel (in arabo ولاية جيجل) è una provincia (wilaya) costiera dell'Algeria. Prende il nome dal suo capoluogo Jijel.

## Popolazione
La provincia conta 636.948 abitanti, di cui 320.820 di genere maschile e 316.128 di genere femminile, con un tasso di crescita dal 1998 al 2008 dell'1.1%.

## Geografia antropica

### Suddivisioni amministrative
La provincia è suddivisa in 11 distretti (daïras), a loro volta suddivisi in 28 municipalità.

1. Distretto di Chekfa• 2. Distretto di Djimla • 3. Distretto di El Ancer • 4. Distretto di El Aouana • 5. Distretto di El Milia • 6. Distretto di Jijel • 7. Distretto di Settara • 8. Distretto di Sidi Maarouf • 9. Distretto di Taher • 10. Distretto di Texenna • 11. Distretto di Ziama Mansouriah

| distretti        | municipalità                                                           |
| ---------------- | ---------------------------------------------------------------------- |
| Chekfa           | Bordj Tahar · Chekfa · El Kennar Nouchfi · Sidi Abdelaziz              |
| Djimla           | Boudriaa Ben Yadjis · Djimla                                           |
| El Ancer         | Djemaa Beni Habibi · Bouraoui Belhadef · El Ancer · Kheïri Oued Adjoul |
| El Aouana        | El Aouana · Selma Benziada                                             |
| El Milia         | El Milia · Ouled Yahia Khedrouche                                      |
| Jijel            | Jijel                                                                  |
| Settara          | Ghebala · Settara                                                      |
| Sidi Maarouf     | Ouled Rabah · Sidi Maarouf                                             |
| Taher            | Boucif Ouled Askeur · Chahna · Emir Abdelkader · Oudjana · Taher       |
| Texenna          | Kaous · Texenna                                                        |
| Ziama Mansouriah | Eraguene · Ziama Mansouriah                                            |